# Rural Valley
Rural Valley  è una borough degli Stati Uniti d'America, nella contea di Armstrong nello Stato della Pennsylvania. Secondo il censimento del 2000 la popolazione è di 922 abitanti.

## Società

### Evoluzione demografica
La composizione etnica vede una prevalenza della razza bianca (98,26%), seguita quella afroamericana (0,54%), dati del 2000.
| borough di Rural Valley Popolazione |     |
| 2000                                | 922 |
| Stima al 01-07-07                   | 856 |